# 朱默
朱默（1500年—？年），字時言，號前江，直隸太倉衛軍籍，明朝政治人物。

## 生平
嘉靖十一年（1532年）壬辰科第三甲第二百零四名進士。任建陽縣知縣，因丁憂歸。服闕，補貴溪縣知縣。

## 事跡
朱默曾將俸祿白銀百兩交給父親，父親大怒，寫信道：「吾辛勤教汝，惟忠與孝，汝甫邀一第，乃以官物汚我耶？」朱默讀信，更加勉勵自己，廉潔奉公。

## 家族
行一，曾祖朱琳，壽官；祖朱釴；父朱星；母潘氏。具慶下，妻徐氏，子觀光。
有孫朱玉麟，武進士第二人，官山東都司。